# Kletterwelse
Die Kletterwelse (Astroblepidae) sind eine Fischfamilie mit nur einer Gattung (Astroblepus) aus der Ordnung der Welsartigen (Siluriformes). Sie kommen in Südamerika von Panama bis Venezuela, Kolumbien, Ecuador und Peru in schnellfließenden Gewässern des Hochlands bis etwa 4000 Meter über dem Meeresspiegel und im Titicacasee vor. Der deutsche Name weist auf die beachtliche Kletterfähigkeit der Tiere hin.

## Merkmale
Kletterwelse ähneln den Harnischwelsen (Loricariidae), sind aber fast oder völlig schuppenlos und weisen keinen Panzer auf. Sie erreichen Gesamtlängen von bis zu etwa 30 Zentimetern. Kopf und Körper sind abgeflacht, das unterständige Maul ist zu einer Saugscheibe ausgebildet. Zwei Paar Barteln sind am Oberkiefer und nahe den Nasenöffnungen vorhanden. Die Rückenflosse weist einen kräftigen Hartstrahl und sechs oder sieben Weichstrahlen auf. Eine Fettflosse kann vorhanden sein und kann dann niedrig und langgestreckt mit einem Hartstrahl ausgebildet sein. Die Afterflosse weist vier bis sechs Weichstrahlen auf. Der Darm ist relativ kurz, die Schwimmblase reduziert. Es sind 34 Rippen vorhanden. Die Urogenitalpapillen der Männchen dienen als Begattungsorgane.
Kletterwelse sind in der Lage, mit Hilfe ihres als Saugnapf dienenden Mauls und den Bauchflossen, die breite, abgeflachte Flossenstrahlen mit rauer Unterseite aufweisen, auch steile Felswände an Wasserfällen hinaufzuklettern. Hierzu befestigen sie sich abwechselnd mit dem Maul und den Bauchflossen am Untergrund und schieben die andere Körperhälfte entlang des flachen Bauchs vor. Da die Kiemen Öffnungen für Wasserein- und -ausstrom aufweisen, muss das Maul dabei nicht zwischendurch zum Atmen geöffnet werden.

## Systematik
Die Kletterwelse werden der Überfamilie Loricarioidea bzw. der Unterordnung Loricarioidei zugerechnet.
Die Familie umfasst eine Gattung mit etwa 75 beschriebenen Arten:
- Astroblepus
  - Astroblepus acostai
  - Astroblepus ardiladuartei
  - Astroblepus ardilai
  - Astroblepus bellezaensis
  - Astroblepus boulengeri
  - Astroblepus brachycephalus
  - Astroblepus cacharas
  - Astroblepus cajamarcaensis
  - Astroblepus caquetae
  - Astroblepus chapmani
  - Astroblepus chimborazoi
  - Astroblepus chinchaoensis
  - Astroblepus chotae
  - Astroblepus cirratus
  - Astroblepus cyclopus
  - Astroblepus dux
  - Astroblepus eigenmanni
  - Astroblepus festae
  - Astroblepus fissidens
  - Astroblepus floridaensis
  - Astroblepus formosus
  - Astroblepus frenatus
  - Astroblepus grixalvii
  - Astroblepus guentheri
  - Astroblepus heterodon
  - Astroblepus hidalgoi
  - Astroblepus homodon
  - Astroblepus huallagaensis
  - Astroblepus itae
  - Astroblepus jimenezae
  - Astroblepus jurubidae
  - Astroblepus labialis
  - Astroblepus latidens
  - Astroblepus longiceps
  - Astroblepus longifilis
  - Astroblepus mancoi
  - Astroblepus mariae
  - Astroblepus marmoratus
  - Astroblepus martinezi
  - Astroblepus mendezi
  - Astroblepus micrescens
  - Astroblepus mindoensis
  - Astroblepus mojicai
  - Astroblepus moyanensis
  - Astroblepus nettoferreirai
  - Astroblepus nicefori
  - Astroblepus orientalis
  - Astroblepus ortegai
  - Astroblepus peruanus
  - Astroblepus phelpsi
  - Astroblepus pholeter
  - Astroblepus pirrensis
  - Astroblepus praeliorum
  - Astroblepus prenadillus
  - Astroblepus putumayoensis
  - Astroblepus quispei
  - Astroblepus regani
  - Astroblepus rengifoi
  - Astroblepus retropinnus
  - Astroblepus riberae
  - Astroblepus rosei
  - Astroblepus sabalo
  - Astroblepus santanderensis
  - Astroblepus simonsii
  - Astroblepus stuebeli
  - Astroblepus supramollis
  - Astroblepus taczanowskii
  - Astroblepus tamboensis
  - Astroblepus theresiae
  - Astroblepus trifasciatus
  - Astroblepus ubidiai
  - Astroblepus unifasciatus
  - Astroblepus vaillanti
  - Astroblepus vanceae
  - Astroblepus ventralis
  - Astroblepus whymperi